# 莆田港
莆田港，原称秀屿港口岸，1999年正式对外开放，2016年成为全国进境粮食指定口岸，于2017年更名为莆田港口岸，自2019年1月8日起，莆田港口岸正式对国际航行船舶开放。

## 港区

### 秀屿港区
秀屿港区位于湄洲湾北部，是莆田港的主港区，下辖秀屿、莆头、石门澳三个作业区及枫亭作业点。

### 东吴港区
东吴港区位于湄洲湾北部，分为罗屿、东吴、盘屿三个作业区。

#### 罗屿港区
罗屿作业区建成面积4.6平方公里，于2018年6月正式运营，为中国东南沿海最大的矿石码头。

### 兴华港区
兴华港区位于兴华湾，主要从事地方物资运输和陆岛间交通运输。

## 交通
- 东吴线、罗屿支线、国投支线